# Neoserica minima
Neoserica minima är en skalbaggsart som beskrevs av Frey 1972. Neoserica minima ingår i släktet Neoserica och familjen Melolonthidae. Inga underarter finns listade i Catalogue of Life.